# Опсада Цариграда (907)
Руско-византијски рат (907) или опсада Цариграда (907) трећи је сукоб Руса и Византије и друга опсада Цариграда од стране Руса. Иако је поход описан у Повести минулих лета, ниједна друга хроника, ни византијска, не описују овог догађаја.

## Опсада
Поход Руса на Цариград описан је у руској историјској хроници "Повест минулих лета". О њему нема потврде у византијским или западним изворима. Према наводима хронике, руски кнез Олег је са својом флотом допловио до Босфора где су Византинци поставили железне ланце како би спречили приступ. Олег им је доскочио искрцавши део људства на копно, потом на чамце ставио точкове и коњима их довукао до зидина Цариграда. Тамо је Византинце натерао да потпишу споразум којим је одређен годишњи данак руском кнезу и дозвола насељавања Руса у Цариград.
Део историчара верује да су темељ за наводе хронике били стварни догађаји, иако су без сваке сумње "улепшани" и постали фантастични кроз генерације усмене предаје. Претпоставља се да се тиме описује ранији поход, поход од пре 57 година, односно да су Руси исходили уступке од Византинаца користећи њихову слабост након катастрофалне арапске пљачке Солуна три године раније.